# Fakulta strojního inženýrství Univerzity Jana Evangelisty Purkyně
Fakulta strojního inženýrství (FSI) je jediná technická fakulta Univerzity Jana Evangelisty Purkyně (UJEP).

## Historie
Jedná se o relativně mladou fakultu, jejíž svébytná historie sahá do 90. let 20. století. Kořeny fakulty lze však vystopovat o něco hlouběji v historii, konkrétně na Katedře technické výchovy Pedagogické fakulty. Tato katedra se 1. prosince 1998 osamostatnila a vznikl Ústav techniky a řízení výroby, jako další samostatná součást univerzity. 1. září 2006 se pak ústav, se souhlasem Akreditační komise ČR, transformoval na samostatnou fakultu, tak jak ji známe v současnosti. V roce 2010 pak při fakultě vznikl Vědeckotechnický park Ústí nad Labem. Od 1. 9. 2017 fakulta změnila název z původně Fakulty výrobních technologií a managementu na Fakultu strojního inženýrství. Hlavním důvodem bylo, aby nový název lépe charakterizoval oblast fakultou realizovaných studijních oborů a programů.

## Poslání fakulty
Fakulta strojního inženýrství je pedagogicko-vědecká instituce se zaměřením na celkové vysokoškolské vzdělávání od bakalářského, magisterského až doktorského studia. Zabývá se na základním a aplikovaným výzkumem, vývojem, prototypováním a inovacemi v oblasti strojírenských technologií, povrchových úprav, kovových materiálů, průmyslového inženýrství, podnikových procesů, konstrukce strojů, počítačových simulací, prouděním a oblastí energetiky. Na fakultě byly za posledních pět let akreditovány a otevřeny nové studijní obory, které se zaměřují na strojírenské technologie, konstrukce, energetiku a materiály.

## Popis a činnost
Fakulta připravuje technicko-ekonomické absolventy v bakalářském, magisterském a od akademického roku 2007/2008 i doktorském studijním programu. Akreditován má ve všech těchto stupních studijní program Strojírenská technologie, v bakalářském a magisterském studijním programu Strojírenství a v bakalářském a magisterském studijním programu Energetiku. V akademickém roce 2009/2010 přesáhl počet všech studentů fakulty v prezenční a kombinované formě studia hranici 500. Jejich výuku zajišťují asi čtyři desítky akademických pracovníků, kteří jsou rozčleněni podle svého zaměření do dvou ústavů. O kvalitní technické zázemí a chod fakulty pečuje asi desítka technicko-hospodářských pracovníků. Ročně úspěšně ukončí studium kolem 50 absolventů (59 v roce 2022), přičemž se tento počet každoročně zvyšuje, ruku v ruce s narůstajícím počtem studentů na fakultě a vzrůstajícím zájmem o technická studia, jako o výbornou investici pro budoucí profesní život. Povinnou součástí studia studentů FSI UJEP jsou stáže a praxe v regionálních podnicích. Fakulta dále pořádá exkurze pro své studenty do různých podniků v kraji, ale také i v rámci celé České republiky, např. JE Temelín, AGC processing Teplice, elektrárna Prunéřov apod.
Úkolem fakulty je dále vědecko-výzkumná činnost. Výzkum se na fakultě zaměřuje na 3 hlavní směry – technologický, konstrukční a ekonomický . Tendencí je zaměřovat se zejména na aplikovaný výzkum, nejlépe s přímou podporou průmyslového sektoru. Této snaze napomáhá i vědeckotechnický park fakulty.
Další činností fakulty je vydávání odborných publikací (v roce 2022 celkem 17 Q1 a 14 Q2 publikací), patentů (v roce 2022 celkem 3 patenty v ČR, 2 patenty podané v ČR a 2 patenty podané v zahraničí) a studijních materiálů. V rámci publikační činnosti se v České republice od roku 1996 vydává časopis Strojírenská technologie zařazený do seznamu recenzovaných periodik a od roku 2001 také jeho anglickou verzi Manufacturing Technology. Fakulta byla iniciátorem vzniku evropského kongresu přesného obrábění – ICPM. Fakulta dále pořádá mezinárodní konference
- Aluminium a neželezné kovy[3]
- Experimentální a výpočtové metody v inženýrství[4]

V současné době je cílem fakulty rozvíjet nejen internacionalizaci výzkumu, ale i výuky. Studenti FSI mají možnost během svého studia absolvovat studijní nebo pracovní pobyty v zahraničí. V programu Erasmus+ mohou studenti vyjet na studijní pobyt v délce 3 až 12 měsíců a na pracovní stáž v délce 3 až 12 měsíců. Celkem v tomto programu mohou studenti strávit v zahraničí až 24 měsíců. Dále mají studenti, kteří již nemohou vyjet v programu Erasmus+, možnost studovat v zahraničí jako free-mover. Fakulta spolupracuje s univerzitou Gustava Eiffela ve Francii a rovněž Hochschule Zittau/Görlitz na výměnných pobytech a stážích studentů i zaměstnanců.

## Ústavy a pracoviště fakulty

### Ústav strojů a energetiky

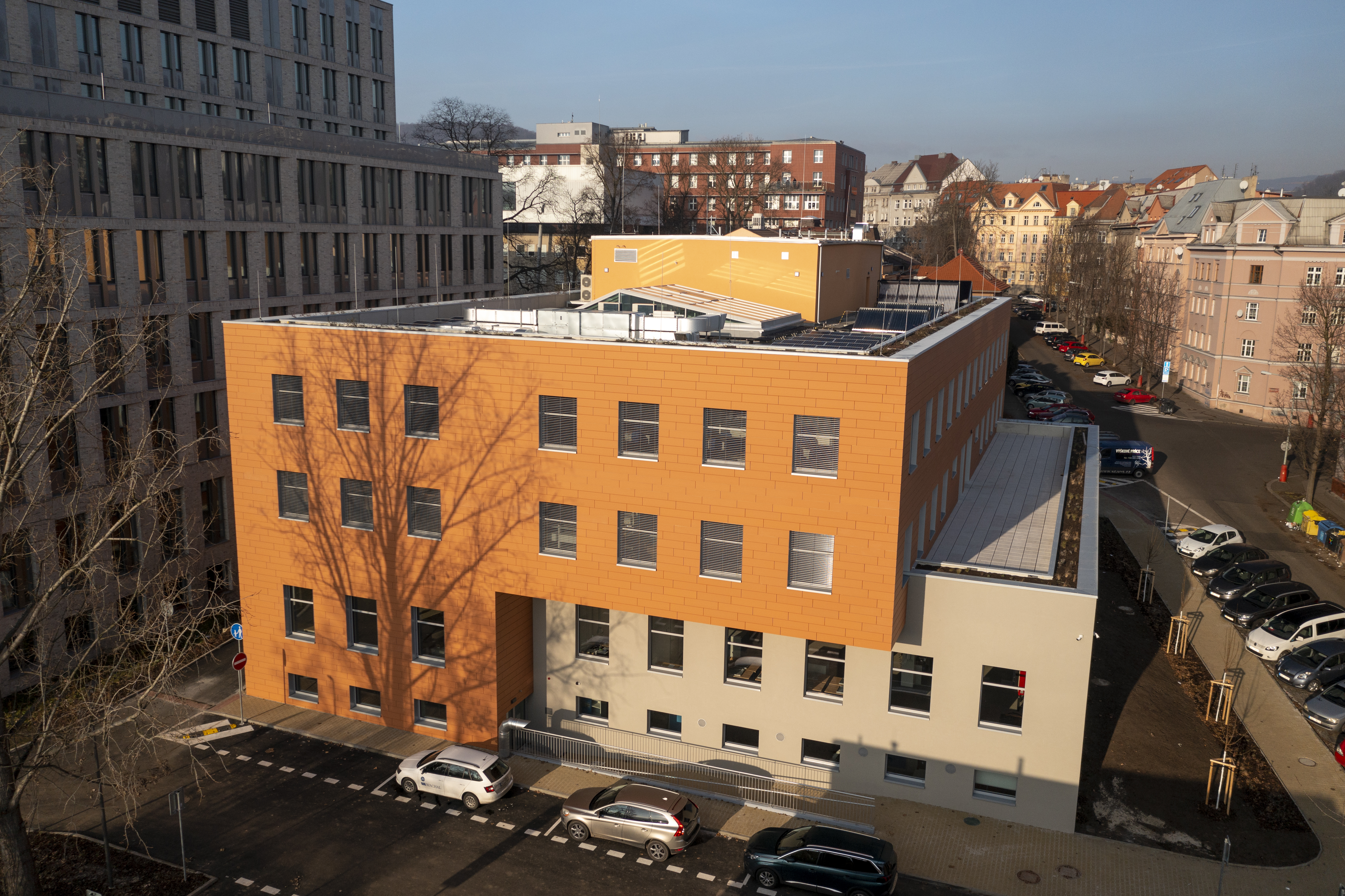
Budova CEMMTECH. Sídlo Ústavu strojů a energetiky FSI UJEP.

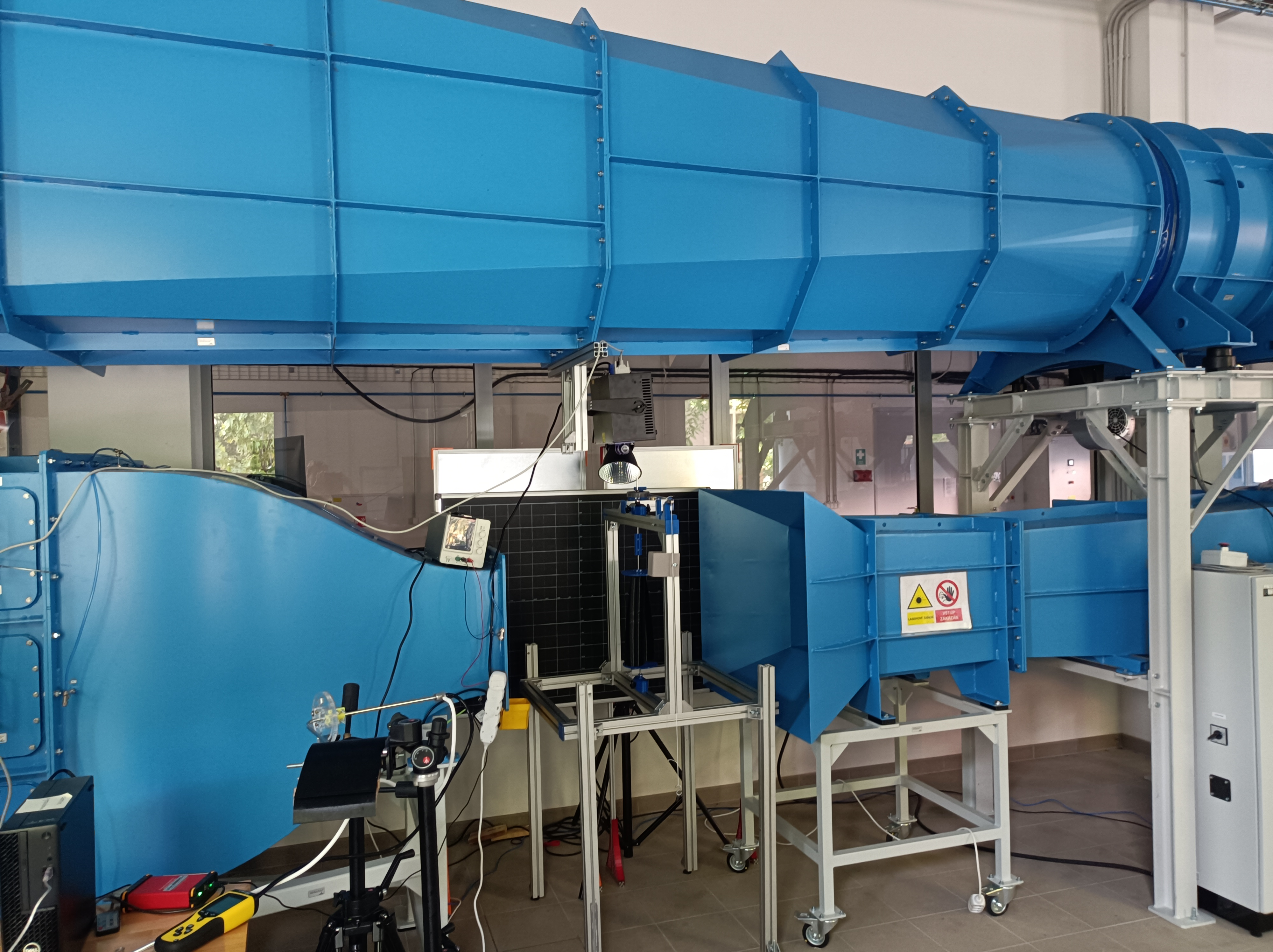
Aerodynamický tunel v budově CEMMTECH (Ústavu strojů a energetiky FSI UJEP).

Ústav strojů a energetiky je součástí Fakulty strojního inženýrství Univerzity Jana Evangelisty Purkyně v Ústí nad Labem. Jeho historie se začíná psát současně s historií a vznikem Univerzity v roce 1991, kdy byla univerzita založena. Ústav se dlouhodobě věnuje rozvoji základního i aplikovaného výzkumu. Ústav eviduje v roce 2022 10 doktorandů. V současnosti na ústavu existuje odborná skupina energetiky, dále robotiky a aditivních technologií a odborná skupina konstrukce a částí strojů. Mezi rozvíjené oblasti vědy a výzkumu patří například vyšetřování vlivu všeobecné nesymetrie při kmitání soustav tuhých těles prostorově pružně uložených a vázaných v automobilismu, přenosy tepla, hydrodynamika, proudění tekutin a diskrétní částicové modelování v průmyslových aplikacích. Mezi spolupracují podniky patří například Constellium Extrusions Děčín, s.r.o, Chart Ferox, a.s, Mikron plus, s.r.o., ČEZ, a.s. V roce 2021 byla v rámci investic do přestavby kampusu UJEP postavena budovat CEMMTECH, kde se nachází aerodynamický tunel, svářovna, slévárna a válcová zkušebna výkonu. Toto zázemí ústav využívá k prototypování strojních částí ve spolupráci s průmyslovými podniky.
| Personální složení                                     |
| ------------------------------------------------------ |
| Vedoucí ústavu                                         |
| Ing. Bc. Vladislav Síťař, Ph.D.                        |
| Zástupce vedoucího ústavu pro studium a personalistiku |
| Ing. Jan Štěrba, Ph.D.                                 |
| Sekretářka ústavu                                      |
| Dana Šmejkalová                                        |

### Ústav technologií a materiálů

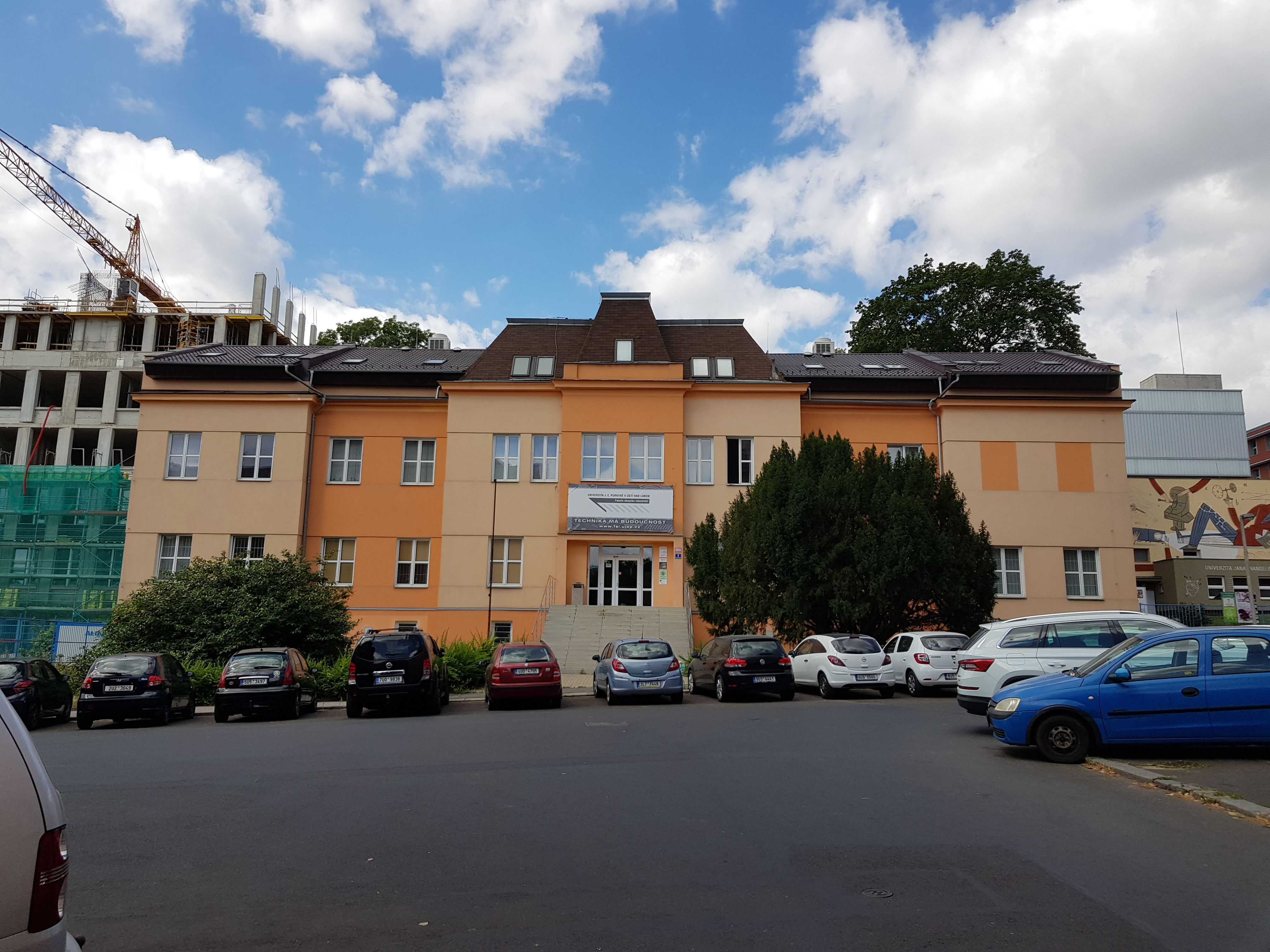
Původní budova FSI UJEP a současný Ústav technologií a materiálů

Ústav technologií a materiálů vznikl dne 1. 1. 2018 z Katedry technologií a materiálového inženýrství a je součástí Fakulty strojního inženýrství. Na Ústavu technologií a materiálů jsou garantovány tři studijní obory (Řízení výroby, Materiály a technologie v dopravě, Materiálové vědy) v bakalářské formě studia a tři studijní obory v magisterské formě studia (Příprava a řízení výroby, Materiály a technologie v dopravě, Materiálové vědy). Výuka je zaměřena na kovové a nekovové technické materiály, plasty, sklo atd. Dále pak na třískové a beztřískové technologie (obrábění, tváření, svařování...), výrobní procesy v neposlední řadě pak na počítačové zaměření (CAM,CAPP). Výzkumná činnosti ústavu je zaměřena především na vývoj a výzkum nových typů materiálů, zkoumání a optimalizací zpracování Al slitin, korozním chováním materiálů, analýzou lomových ploch apod.
| Personální složení                                     |
| ------------------------------------------------------ |
| Vedoucí ústavu                                         |
| doc. Ing. Nataša Náprstková, Ph.D.                     |
| Zástupce vedoucího ústavu pro studium a personalistiku |
| doc. Ing. Sylvia Kuśmierczak, PhD.                     |
| Zástupce vedoucího ústavu pro tvůrčí činnost           |
| doc. PhDr. Jan Novotný, Ph.D                           |
| Sekretářka ústavu                                      |
| Zuzana Albrechtová                                     |

### Centra
- Vědeckotechnický park

### Oddělení
- Studijní oddělení
- Oddělení vědy a vnějších vztahů

## Nabízené studijní programy[6]

### Bakalářské studium
Doba bakalářského studia je standardně 3 roky. Fakulta v tomto typu studia nabízí následující studijní programy. Udělovaný titul Bc.
- Řízení výroby – Absolvent uvedeného oboru je připraven zejména pro střední a vyšší management, s přiměřeným rozsahem technologických, technických, ekonomických a manažerských dovedností.
- Materiály a technologie v dopravě – Budoucí absolvent je připravován pro řízení a rozvoj technologických a organizačních činností podniku na úrovni nižšího a středního výrobního managementu.
- Energetika – teplárenství - Absolvent získá znalosti v oblasti kombinované výroby elektrické a tepelné energie, základní znalosti ekonomiky a řízení podniku.
- Materiály – Absolvent pochopí vývoj a výrobu technických materiálů, získá základy z oblasti nauky o materiálech, charakterizaci a postupy výběru materiálu apod.
- Konstrukce strojů a zařízení – Absolvent uvedeného oboru je připravován zejména pro samostatnou práci v konstrukčních kancelářích, v oblasti provozu strojů a zařízení, diagnostice a údržbě.

### Navazující magisterské studium
Doba navazujícího magisterského studia je standardně 2 roky. Programy, které lze na fakultě studovat jsou následující. Udělovaný titul Ing.
- Příprava a řízení výroby – Absolvent studia získá znalosti a dovednosti technického, technologického a ekonomického charakteru. Magisterský studijní program je navazujícím studiem bakalářského studijního programu.
- Materiály a technologie v dopravě – Absolvent studia získá znalosti a dovednosti technického, technologického a ekonomického charakteru a to v oblasti zaměřené na strojírenský průmysl.
- Energetika – teplárenství – Cílem studia je příprava a prohloubení znalostí absolventů, kteří budou zaměřeni na práci v energetických podnicích, nebo ostatních podnicích a službách.
- Materiálové vědy – Absolvent získá hlubší znalosti v oboru materiálových věd.

### Doktorské studium
Doba doktorského studia je standardně 4 roky. Udělovaný titul Ph.D.
- Strojírenská technologie – Cílem studia je příprava odborníků-specialistů v oblastech strojírenské technologie se znalostmi daných materiálů a analytických metod. Samozřejmostí bude znalost odborného cizího jazyka.

## Zajímavosti[7]
V rámci vědecké, výzkumné a tvůrčí činnosti na UJEP bylo Úřadem průmyslového vlastnictví uděleno několik patentů, např.:
- „Způsob broušení obrobků z hliníkových slitin pro dosažení vysoké jakosti povrchu“. Původcem patentu je doc. Ing. Martin Novák, Ph.D.
- „Zařízení pro únavové zkoušky ohybem“. Konstrukce zařízení je dílem Ing. Tomáše Vysloužila, Ph.D. a prof. Ing. Milana Apetaura, DrSc.
- „Zařízení pro zatěžování povrchové vrstvy materiálu“. Původcem patentu je prof. Dr. Ing. František Holešovský